# Camponogara
Camponogara é uma comuna italiana da região do Vêneto, província de Veneza, com cerca de 10.907 habitantes. Estende-se por uma área de 21 km², tendo uma densidade populacional de 519 hab/km². Faz fronteira com Campagna Lupia, Campolongo Maggiore, Dolo, Fossò.

## Demografia
| Variação demográfica do município entre 1861 e 2011                               |
|                                                                                   |
| Fonte: Istituto Nazionale di Statistica (ISTAT) - Elaboração gráfica da Wikipedia |